# 灰分
灰份（Ash）指在分析化學或生物材料定性分析中，化學分析之前為了預先濃縮微量物質，通过高温灼烧等手段，使有机成分逸散得到的残留物。该矿化过程称作灰化。

## 实例
蜂蜜的分析：
- 果糖：38％
- 葡萄糖：31％
- 蔗糖：1％
- 水：17％
- 其他糖：9％（麦芽糖，松三糖）
- 灰分：0.17％